# Beylicatos de Anatolia

Mapa de los Beylicatos de Anatolia.

Los beylicatos turcos de Anatolia (en turco: Anadolu Beylikleri, en turco otomano: Tevâif-y muluk) fueron los pequeños emiratos turcos gobernados por un bey que ocupaban la península de Anatolia. 
Inicialmente eran vasallos del Sultanato de Rum, pero después de que los mongoles le infligiesen a este una derrota en la batalla de Köse Dağ (1243), los beylicatos comenzaron a independizarse y a expandirse hacia el oeste de Anatolia, luchando contra el Imperio bizantino y entre sí. El Beylicato de Osman-Candaroglu, regido por Osmán I, empezó a imponer su hegemonía sobre el resto a partir del 1350 y, hacia el 1500, había sometido toda la Anatolia, acontecimiento que marcó el comienzo del Imperio otomano.